# グラミスチン
グラミスチン（英: Grammistin）は粘液毒の一種で、ハタ科ヌノサラシ亜科のルリハタや、ヌノサラシなどに見られるペプチド毒素である。グラミスチンには溶血作用と魚毒性がある。グラミスチンはハチの毒針にみられるメリチンやウシノシタ類の皮膚にみられるパラダキシンなどの他のペプチド毒素と似た二次構造と生物作用を持つ。類似の毒素はウバウオの仲間からも見つかっている。
グラミスチンは特徴的な苦い味を持ち、魚類の皮膚から分泌される。そしてこの毒を持つ魚類が警戒状態にある時や、ストレスを受けた時には分泌量が増える。このとき、同じ水槽中で飼われている他の魚を殺してしまう程度に毒性は強い。哺乳類もこの毒を多量に取り込むと死にいたる危険があり、その時の症状のいくつかはシガトキシンによるものとも似ている。ニューギニアではグラミスチンを持つヌノサラシを食べた人がその毒により死亡したという報告もある。グラミスチンは哺乳類の血球においても溶血作用を示す。グラミスチンを持つ種がこの毒を放出する目的は、自らの身を守るためだと考えられている。ミノカサゴ属のPterois miles がヌノサラシの仲間を捕食しようとしたところ、すぐに口から吐き出したことが報告されている。これはグラミスチンの味を感知したためだと考えられる。グラミスチンには細胞溶解作用があるため、 毒性だけでなく抗菌作用も示すとされている。
1993年、研究者の大貫らにより構造決定された。